# Internet Oracle
 (août 2020).
Pour les articles homonymes, voir Oracle.
L’Internet Oracle (autrefois Usenet Oracle) est un service à vocation plus ou moins humoristique créé en 1989 et toujours en activité, ce qui en fait un des plus anciens services du réseau Internet et un pilier de la culture geek.

## Le principe
Un utilisateur pose une question à l'Oracle par le biais du site internet de l'Oracle ou par courriel. Sa question est automatiquement transmise à un autre utilisateur ayant posé une question. Si la réponse ne vient pas dans les vingt-quatre-heures, elle est envoyée à un autre utilisateur et ainsi de suite. L'utilisateur qui a posé la première question se voit à son tour poser une question. Ce système rend les réponses et les questions complètement anonymes.
Les réponses les plus pertinentes ou les plus spirituelles sont ensuite sélectionnées par des « prêtres » bénévoles et diffusées sur les forums, les mail-lists et sur les sites consacrés à l'archivage de l'oracle.

## Histoire
Créé en 1989 par Steve Kinzler, un administrateur système diplômé de l'Université de l'Indiana, l'Internet Oracle est basé sur un programme de Lars Huttar, qui s'inspire lui-même d'un jeu créé au Harvard Science Center par Peter Langston vers 1975-1976.